# Zaida Catalán
Zaida Catalán (Estocolmo, 6 de octubre de 1980 - República Democrática del Congo, marzo de 2017) fue una política sueca por el Partido Verde, líder de los Jóvenes Verdes de Suecia entre 2001 y 2005. Era conocida por su trabajo por los derechos de los animales, la igualdad y la ley de compra de sexo (que ella apoyó) aprobada en Suecia en 1999 para desalentar la prostitución, castigando a quien compre servicios sexuales pero no a quien los ofrece. Fue asesinada en una misión de la ONU en la República Democrática del Congo en marzo de 2017.

## Primeros años
Zaida Catalán nació en Estocolmo, pero creció en Högsby, en Småland. Su madre era sueca mientras que su padre había venido a Suecia como refugiado político de Chile en 1975. Estudió Derecho en la Universidad de Estocolmo, obteniendo una Maestría en Derecho.

## Carrera política
Con un trasfondo como activista de los derechos de los animales, en 2001 se convirtió en la líder de los Jóvenes Verdes de Suecia, el ala juvenil del Partido Verde sueco. Después de dos años como líder de la organización, junto con Gustav Fridolin, y dos años junto con Einar Westergaard, renunció como líder de los Jóvenes Verdes en 2005.
A finales de 2008 anunció su candidatura para el Parlamento Europeo para 2009. Después de una votación interna dentro del partido quedó quinta en la lista del partido para el parlamento. Después de su campaña personal recibió 16 300 votos en la elección, lo que no era suficiente para conseguir un lugar en el Parlamento Europeo. Después de las elecciones generales suecas en 2006 formó parte del consejo de la ciudad de Estocolmo por el Partido Verde.
En diciembre de 2010, Catalán anunció que iba a dejar su trabajo como abogada del grupo parlamentario del Partido Verde y que iba a comenzar a trabajar como experta en violencia sexual para el trabajo policial de la Unión Europea en Goma, República Democrática del Congo.

## Secuestro y muerte
El 12 de marzo de 2017, Catalán, junto con otro empleado de la ONU, el estadounidense Michael Sharp y el intérprete nativo, Betu Tshintela, fueron secuestrados por rebeldes durante una misión cerca de la aldea de Ngombe, en la provincia de Kasai en la República Democrática del Congo. De acuerdo a un estremecedor archivo de vídeo que muestra los últimos momentos de los cautivos con vida, Catalán fue ejecutada en lo que se supone fue un ritual de la milicia Kamwina Nsapu cerca de la aldea de Moyo Musuila. El 28 de marzo, a 16 días de reportarse la desaparición de la expedición, fueron hallados en una tumba poco profunda los cadáveres de sus compañeros y el cuerpo decapitado de una mujer, siendo prontamente comprobada la identidad de Zaida por un tatuaje distintivo en su muñeca derecha. El gobierno sueco ordenó una investigación al ejército congoleño que condujo a la detención de dos sospechosos, identificados por el archivo de vídeo y el explícito relato de testigos en Bunkonde y Moyo Musuila sobre su actuar como perpetradores, uno de los cuales sería responsable de la desaparición de la cabeza de la víctima, la cual nunca fue encontrada. El ministro de educación sueco, Gustav Fridolin, y el primer ministro, Stefan Löfven, expresaron su consternación y tristeza por su muerte y ofrecieron sus condolencias a la familia, al igual que el secretario general de la ONU, Antonio Guterres.
Se expresaron críticas a la ONU por su enfoque en la misión de sus dos expertos. Fueron enviados a un área remota y asolada por la violencia en mototaxi con solo un intérprete a su lado, sin mucha capacitación, equipo de seguridad o incluso seguro de salud, un "enfoque sorprendentemente irresponsable de las Naciones Unidas a un lugar obviamente peligroso y con una tarea muy importante."